# Pseudotyrannochthonius tasmanicus
Espèce
Pseudotyrannochthonius tasmanicus est une espèce de pseudoscorpions de la famille des Pseudotyrannochthoniidae.

## Distribution
Cette espèce est endémique de Tasmanie en Australie. Elle se rencontre dans la réserve d'État des grottes Hastings.

## Description
Le mâle holotype mesure 3,0 mm.

## Étymologie
Son nom d'espèce lui a été donné en référence au lieu de sa découverte, la Tasmanie.

## Publication originale
- Dartnall, 1970 : Some Tasmanian chthoniid pseudoscorpions. Papers and Proceedings of the Royal Society of Tasmania, vol. 104, p. 65-68 (texte intégral).